# Katsutomo Ōshiba
Katsutomo Ōshiba (jap. 大柴 克友 Ōshiba Katsutomo; ur. 10 maja 1973) – japoński piłkarz występujący na pozycji napastnika.

## Kariera klubowa
Od 1996 do 2006 roku występował w klubach Ventforet Kofu, JEF United Ichihara i Vegalta Sendai.